# Thyasira tricarinata
Thyasira tricarinata är en musselart som beskrevs av Dall 1916. Thyasira tricarinata ingår i släktet Thyasira och familjen Thyasiridae. Inga underarter finns listade i Catalogue of Life.